# Eudulophasia nigricosta
Eudulophasia nigricosta là một loài bướm đêm trong họ Geometridae.